# Lado Tschanturia

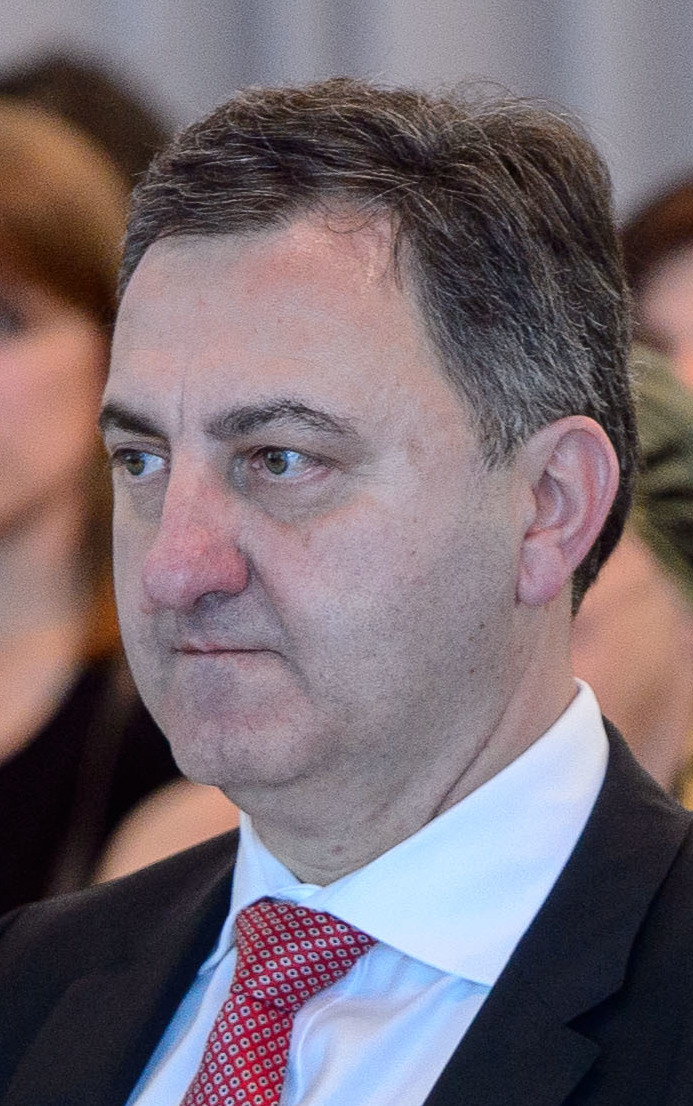
Lado Tschanturia, 2016

Lado Tschanturia (georgisch ლადო ჭანტურია; engl. Transkription Lado Chanturia; * 14. April 1963 in Dschwari, Georgische SSR) ist ein georgischer Rechtswissenschaftler und Diplomat. Von 2014 bis 2018 war er Außerordentlicher und bevollmächtigter Botschafter Georgiens in der Bundesrepublik Deutschland. Seit dem 8. Januar 2018 ist er Richter am Europäischen Gerichtshof für Menschenrechte in Straßburg.
Er ist seit 1995 Professor an der Staatlichen Universität Tiflis und seit April 2011 Gastprofessor am Institut für Osteuropäisches Recht der Christian-Albrechts-Universität zu Kiel.

## Leben
Die Karriere Lado Tschanturia umfasst neben seiner wissenschaftlichen Tätigkeit auch langjährige Stationen in Politik und Justiz.
Tschanturia studierte Rechtswissenschaften an der Staatlichen Universität Tiflis, promovierte 1989 am Institut für Gesetzgebung und Rechtsvergleichung in Moskau und habilitierte sich 1994. Von 1998 bis 1999 war er Justizminister von Georgien, danach bis 2004 Präsident des Obersten Gerichts von Georgien.
Vom 19. Februar 2014 bis 2018 war er Außerordentlicher und bevollmächtigter Botschafter Georgiens in der Bundesrepublik Deutschland. In dieser Zeit war er in Deutschland viel unterwegs, unter anderem kümmerte er sich um das Zustandekommen von Städtepartnerschaften wie Biberach–Telawi.
Am 8. Januar 2018 wurde er zum Richter am Europäischen Gerichtshof für Menschenrechte in Straßburg ernannt.
2023 wurde er zum Mitglied der Academia Europaea gewählt.

## Stationen
- 1980–1985 Studium der Rechtswissenschaft an der Staatlichen Universität Tiflis
- 1985–1990 Assistent an der Juristischen Fakultät der Staatlichen Universität Tiflis
- 1989 Promotion über ein Thema des Vertragsrechts am Institut für Gesetzgebung und Rechtsvergleichung, Moskau
- 1989–1995 Dozent an der Juristischen Fakultät der Staatlichen Universität Tiflis
- 1991–1993 Forschungsstipendiat des Deutschen Akademischen Austauschdienstes (DAAD) an der Universität Göttingen zur Anfertigung der Habilitationsschrift
- 1994 Habilitation an der Staatlichen Universität Tiflis über Eigentum an unbeweglichen Sachen am Beispiel des deutschen Rechts
- 1995 – Professor für Privatrecht an der Staatlichen Universität Tiflis
- 1997–2004 Mitglied des Höchsten Justizrats von Georgien
- 1998–1999 Justizminister von Georgien
- 1999–2004 Präsident des Obersten Gerichts von Georgien
- 2004–2006 Forschungsstipendiat der Alexander von Humboldt-Stiftung am Max-Planck-Institut für ausländisches und internationales Privatrecht in Hamburg
- 2006–2009 Leiter des Forschungsprojekts Zivil- und Wirtschaftsrecht in den Staaten des Kaukasus und Zentralasiens an der Universität Bremen
- 2009–2011 Senior Advisor der Deutschen Gesellschaft für Internationale Zusammenarbeit (GIZ) für Fragen der Rechtsreform in den Staaten des Kaukasus und Zentralasiens
- 2011–2013 DAAD-Gastdozentur an der Universität Kiel (Institut für Osteuropäisches Recht)
- 2014–2018 Botschafter von Georgien in Deutschland
- Seit 2018 Richter am Europäischen Gerichtshof für Menschenrechte in Straßburg

## Privates
Lado Tschanturia ist mit Dali Tschanturia verheiratet. Sie haben zwei Kinder. Tschanturia spricht Georgisch als Muttersprache sowie Deutsch, Englisch und Russisch.
Tschanturias Interessen sind breit gestreut. Zu seinen Hobbys zählen: Literatur, Fußball und Reisen. Er ist außerdem ein passionierter Wandtellersammler.

## Auszeichnungen
- 1996 George Shultz-Preis für junge Wissenschaftler
- 2004 Auszeichnung durch die American Bar Association mit dem “Reformer’s Award in Recognition of Extraordinary Efforts in Promoting the Rule of Law”
- 2006 Großes Verdienstkreuz des Verdienstordens der Bundesrepublik Deutschland
- 2012 Ehrendoktorwürde der David-Agmashenebeli University of Georgia
- 2013 Ehrendoktorwürde der Rechtswissenschaftlichen Fakultät der Christian-Albrechts-Universität zu Kiel

## Veröffentlichungen
- Eigentum an unbeweglichen Sachen. Eine rechtsvergleichende Analyse am Beispiel des deutschen Rechts (in Georgisch, Tiflis, 1994, Habilitationsschrift)
- Einführung in den Allgemeinen Teil des georgischen Zivilrechts (in Georgisch, Tiflis, 1997)
- Eigentum als Kreditsicherungsmittel (in Georgisch, Tiflis, 1999)
- Judicial Reform. The Georgian Experience (in Englisch, Tiflis, 2002)
- Kommentar zum Gesetz über die gewerblichen Unternehmer (in Georgisch, Tiflis, 2003)
- Freiheit und Verantwortung. Recht und Gerichtsbarkeit der postsowjetischen Epoche (in Russisch, Tiflis, 2004)
- Corporate Governance und Leiterhaftung im Gesellschaftsrecht (in Georgisch, Tiflis, 2006)
- Einführung in den Allgemeinen Teil des Bürgerlichen Rechts (in Russisch, Moskau, 2006)
- Das Privatrecht im Kaukasus und in Zentralasien: Bestandsaufnahme und Entwicklung (Berlin, 2010)
- Kommentar zum Zivilgesetzbuch Georgiens in 6 Bänden (in Georgisch, Tiflis, 1999-2000)
- Die Europäisierung des georgischen Rechts – bloßer Wunsch oder große Herausforderung? in Rabels Zeitschrift 2010, 154
- Georgia: Corporate governance of business corporations, in Fleckner/Hopt (ed.), Comparative Corporate Governance. A Functional and International Analysis, Cambridge University Press 2013, P. 504–520 (with George Jugeli)
- Das Zivilrecht der Länder des Kaukasus und Zentralasiens, in WiRO – Wirtschaft und Recht in Osteuropa, 3/2013, S. 74–77.
- Model Law on Joint Stock Companies for CIS Countries and Corporate Governance, in South Caucasus Law Journal, Vol. 03/2012, p. 198–205.
- Commentary on the CIS 2010 Model Law 'On Joint-Stock Companies’ , October 2010, Chapter VII. Corporate Bodies. in Review of Central and East European Law, Volume 36, 2011, P. 246–264.
- Voraussetzungen einer erfolgreichen juristischen Zusammenarbeit aus der Sicht der Transformationsgesellschaften. In: Herbert Küpper, Wolfgang Brenn (Hrsg.): Rechtstransfer und internationale rechtliche Zusammenarbeit. Deutsche und japanische Erfahrungen bei der Kooperation mit Osteuropa und Zentralasien. Frankfurt am Main, Berlin, Bern, Bruxelles, New York, Oxford, Wien, 2010. S. 117–133. Studien des Instituts für Ostrecht München Bd. 64.